# Свечников, Геннадий Александрович
Генна́дий Алекса́ндрович Све́чников (4 апреля 1918, д. Нагорка Яранского уезда Вятской губернии — 26 января 1974, Новосибирск) — советский философ

, специалист в области диалектического материализма и философии естествознания. Доктор философских наук (1966), член-корреспондент АН СССР c 24 ноября 1970 года по Отделению философии и права.

## Биография
Сын сельского учителя. Окончил физико-математический факультет Горьковского государственного университета (1939). Член ВКП(б) с 1943 года. Работал ассистентом кафедры теории упругости Горьковского университета (1939—1943), в годы Великой Отечественной войны находился в народном ополчении. Директор средней школы в Кировской области (1943—1945), лектор Кировского обкома ВКПб/КПСС (1946—1951), инструктор Отдела науки и вузов ЦК КПСС (1951—1956).
Заочно окончил Высшую партийную школу (1949) и аспирантуру Академии общественных наук при ЦК КПСС (1954), защитил кандидатскую диссертацию «Борьба материализма против идеализма в квантовой механике по вопросу причинности».
В 1956—1970 годах — старший научный сотрудник Института философии АН СССР. С 1960 года — и. о. доцента, в 1967—1969 годах заведовал кафедрой философии Московского физико-технического института. Доктор философских наук (1966, диссертация «Причинность и связь состояний в физике»). С 1970 года — заведующий отделом философии Института истории, филологии и философии Сибирского отделения АН СССР, заведующий кафедрой философии и научного коммунизма Новосибирского государственного университета.
Председатель Научного совета при Министерстве высшего и среднего специального образования РСФСР по философским вопросам естествознания. Был членом Объединённого учёного совета по историко-филологическим и философским наукам СО АН СССР и председателем бюро Западно-Сибирского отделения Философского общества СССР.

## Научная деятельность
Г. А. Свечников свёл и обосновал различие и единство понятий причинности и связи состояний, дал трактовку причины как взаимодействия, показал ограниченность представлений о линейной причинности, разработал основы концепции нелинейной причинности, вскрыл изменения соотношений между необходимостью и случайностью, возможностью и действительностью при переходе от макро- к микромиру. Провел методологический анализ онтологического и гносеологического аспектов детерминизма, раскрыл новые абстрактные формы выражения детерминизма в квантовой физике. Осветил методологическую функцию принципа причинности и категории связи состояний для квантовой теории и теоретических исследований физики элементарных частиц. Дал философско-методологическое обоснование условия причинности, введенного Н. Н. Боголюбовым, имеющее большое эвристическое значение в построении квантовой теории поля.
По инициативе Г. А. Свечникова в сентябре 1970 года в созданный отдел философии вошли сектор «Философские проблемы естествознания» и кафедра философии СО АН СССР. В ходе работы сформировалась устойчивая научная тематика: детерминизм в науке; теория значения (теория речевых актов) в рамках философии языка; теория семантической информации в философии математики; исследования по модальной логике, интерпретация кванторов в философии логики; структурализм и семиотика; методология социальных теорий и др.
Собрав и консолидировав высококвалифицированный коллектив, заложил основы для дальнейшего формирования и развития научных школ в области философии науки и логики в Новосибирском научном центре. Под руководством Г. А. Свечникова в 1973 году был проведен Всесоюзный симпозиум «Современный детерминизм и наука» с участием иностранных учёных, ставший свидетельством международного признания деятельности новосибирских философов в данной области научного знания. Редактор и автор разделов крупных коллективных монографий: «Современный детерминизм. Законы природы», «Современный детерминизм и наука».

## Основные работы
Книги и брошюры
- Категория причинности в физике. М., 1961;
- Диалектика причинной связи. М., 1967;
- Причинность и связь состояний в физике. М., 1971;

Статьи
- Причинность и связь состояний в микрофизике // Вопросы философии. 1959. № 6;
- Индетерминизм // Философская энциклопедия. М., 1962. Т. 2;
- Диалектико-материалистическая концепция причинности // Современный детерминизм. Законы природы. М., 1973;
- Проблемы современной концепции причинности // Известия СО АН СССР. Сер. общественных наук. 1974. Вып. 2. № 6.
- Проблемы современной концепции причинности // Современный детерминизм и наука. Т. 1. Новосибирск, 1975.